# Cresomycin
Cresomycin ist ein synthetisches experimentelles Antibiotikum. Es ähnelt in der Struktur Clindamycin und wirkt im Labor- und Tierversuch gegen eine Vielzahl grampositiver und gramnegativer Bakterien einschließlich antibiotisch multiresistenter Stämme von Staphylococcus aureus, Escherichia coli und Pseudomonas aeruginosa.
Der Wirkstoff wurde noch nicht am Menschen getestet.

## Geschichte
Cresomycin wurde von einem Team der Harvard University entwickelt. Die Forscher nutzten zur Entwicklung von Cresomycin mit einer hohen Bindungsaffinität Strukturanalysen des bakteriellen Ribosoms. Diese Eigenschaft wurde durch rechnergestützte und biochemische Experimente bestätigt. Klinische Studien stehen aus.

## Wirkmechanismus
Cresomycin wurde mittels Drug Design an die dreidimensionale Struktur seines Bindungsziels angepasst, um eine starke Bindung an das Ribosom zu ermöglichen. Eine Bindung an die Ribosomen hemmt die Proteinbiosynthese von Bakterien. Die hohe Bindungsaffinität von Cresomycin erhöht den Widerstand gegenüber verschiedenen Resistenzmechanismen. Die Autoren sind der Meinung, dass Cresomycin möglicherweise noch nicht maximal für die Hemmung des bakteriellen Ribosoms optimiert ist, aber einen guten Ausgangspunkt für neue antibakterielle Wirkstoffen darstelle, die klinisch breit gegen antimikrobiell resistente Erreger wirksam sind.